# Cuisine paluane

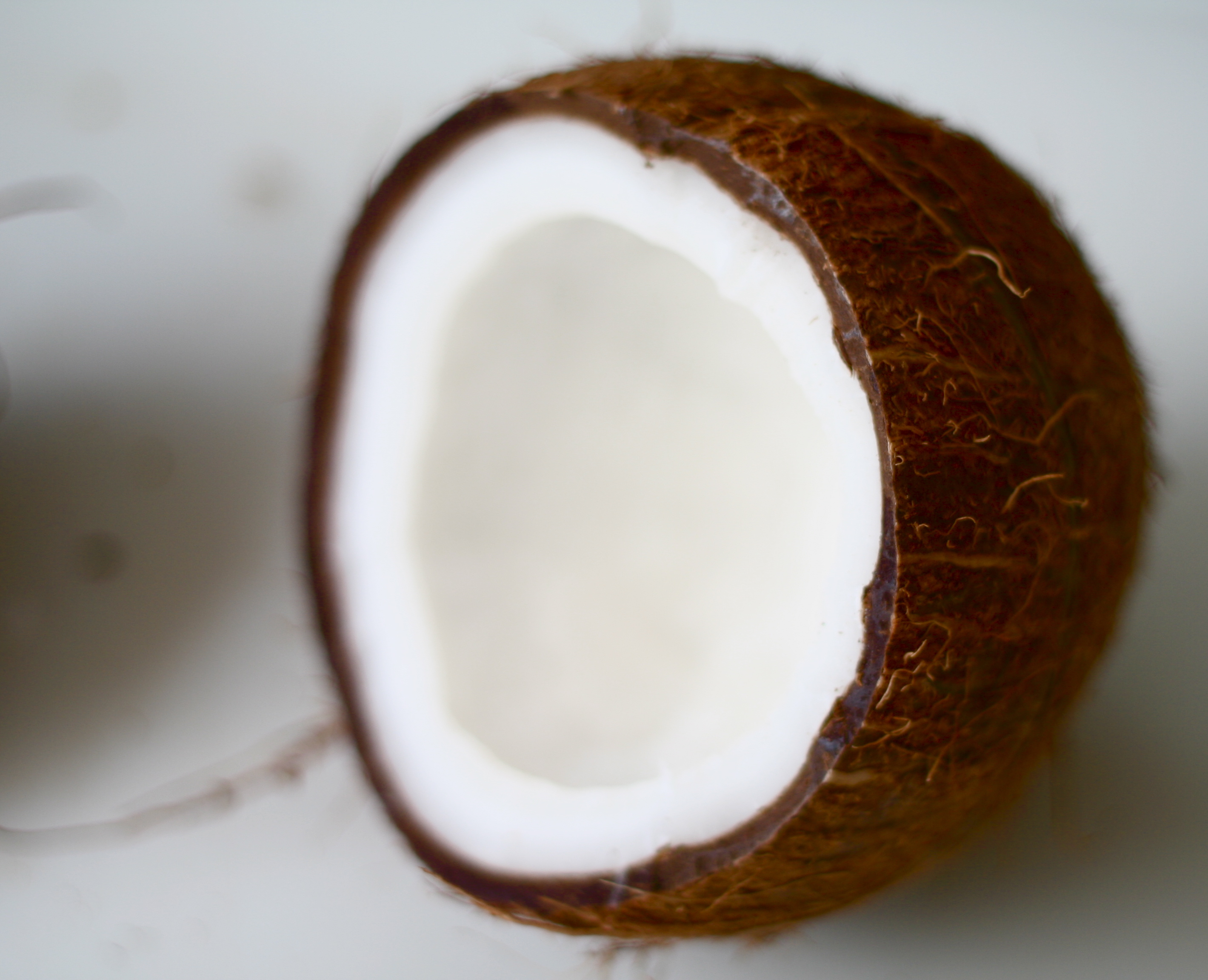
La noix de coco est l'un des aliments de base des Paluans.

La cuisine paluane est la cuisine traditionnelle des Palaos, un pays d'Océanie situé à l'extrême ouest des îles Carolines. Elle est très influencée par la cuisine philippine.

## Ingrédients les plus courants

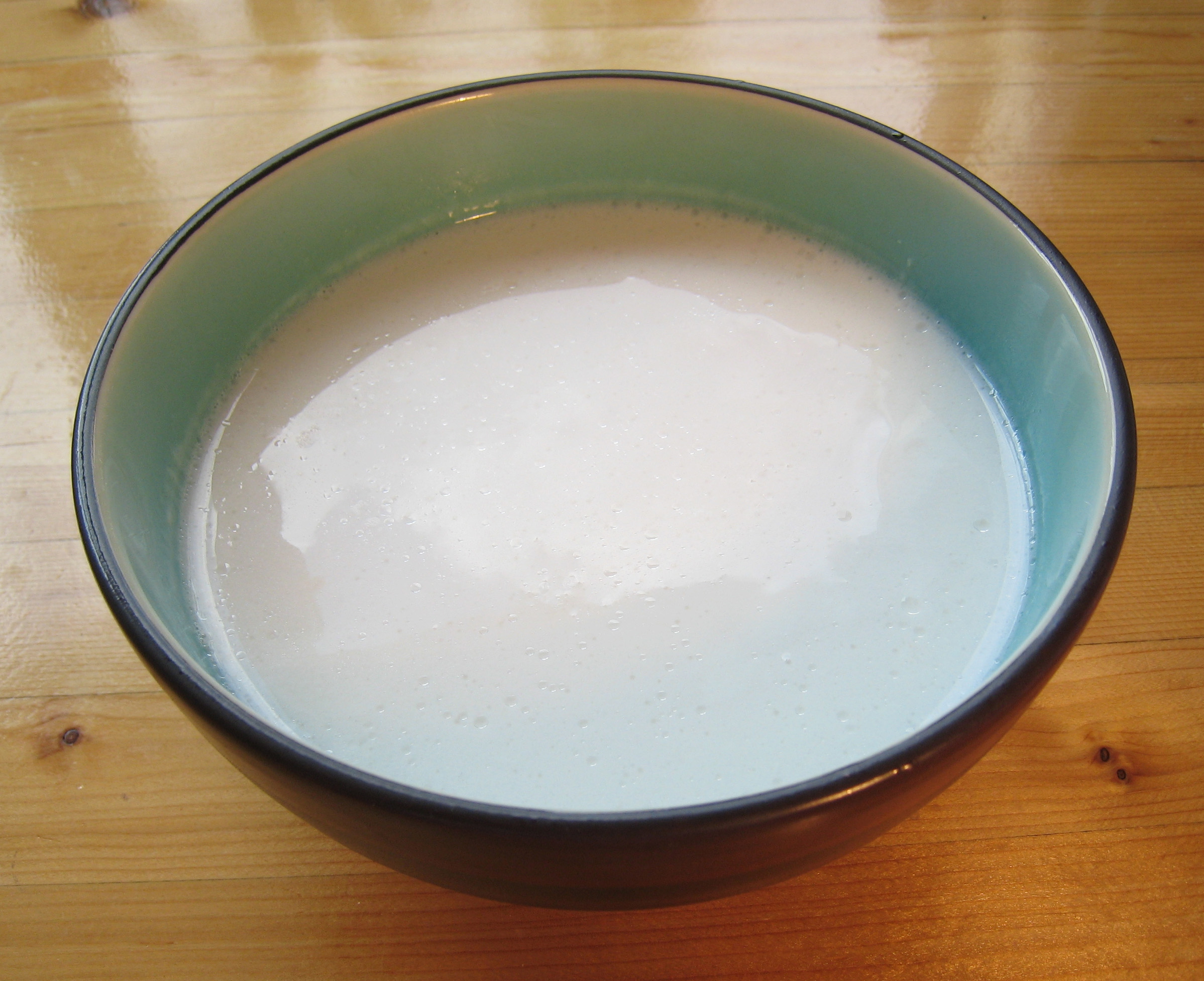
Le lait de coco est très courant.

Les ingrédients les plus courants dans la cuisine paluane sont le riz, le taro, le fruit de l'arbre à pain, le tapioca, la noix de coco (et aussi l'eau de coco et le lait de coco) et les produits de la mer.

## Influence philippine
L'influence philippine se fait beaucoup ressentir dans la cuisine des Palaos. En effet, les Philippines sont en fait l'État voisin. Qui plus est, beaucoup de Philippins vivent aujourd'hui aux Palaos.

## Exemples de plats paluans
- Rösti de taro[2].
- Seboseb : dessert à base de fruits de la passion et de lait de coco servi lors de grandes occasions telles que la fête nationale, les baptêmes, les mariages, les funérailles.
- Pudding de riz au lait de coco[1].